# Ibarra Real
Ibarra Real es el nombre de una fuente tipográfica creada por José María Ribagorda Paniagua en 2010. Su diseño está basado en los tipos fundidos por Jerónimo Gil para la Real Biblioteca de Carlos III. El bibliotecario mayor, Juan de Santander le encargó dotar de punzones y matrices un obrador de fundición que, junto a la calcografía, será el embrión de una futura Imprenta Real . Su trabajo fue asesorado por Francisco Javier de Santiago Palomares, famoso calígrafo español de la época. Desde 1768 y hasta 1780 produjo miles de punzones y matrices de letras en diferentes grados y lenguas. Sus tipos fueron usados para la impresión del Quijote encargada a Joaquín Ibarra por la Real Academia Española de la Lengua y editado en 1780. 

## El nombre

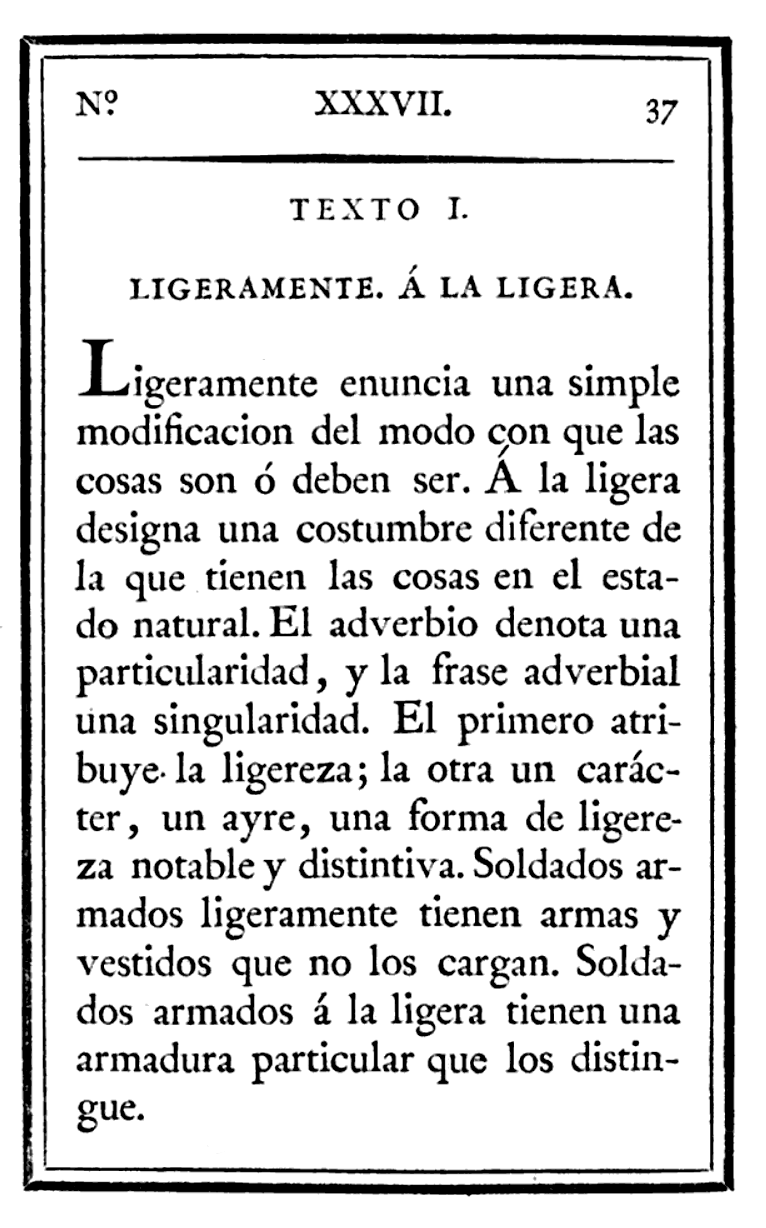
Tipografía usada para la edición del Quijote de la RAE de 1780

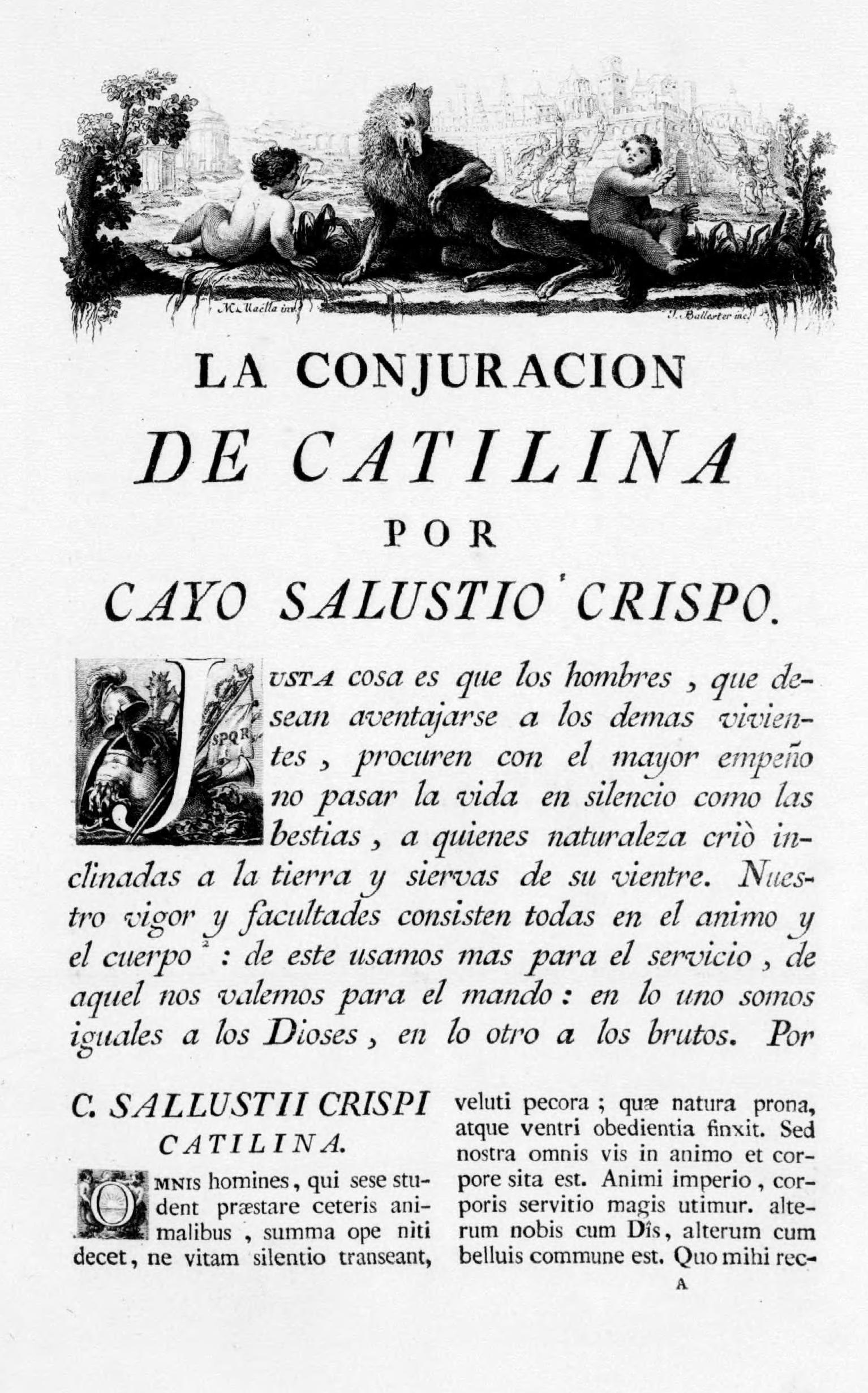
La conjuración de Catilina y la guerra de Jugurta (1772) - Salustio Crispo, Cayo. Véase la tipografía de Antonio Espinosa de los Monteros

En 1931 Richard Gans, fundió sus tipos Ibarra, diseñados por Carl Winkow como homenaje al impresor Joaquín Ibarra. Los tipos de Winkow se basaban en los fundidos por Antonio Espinosa de los Monteros para la impresión del Salustio editado en 1772.[cita requerida] Siguiendo la tradición, el nombre Ibarra Real, remite de nuevo al famoso impresor Joaquín Ibarra pero tomando como referencia los tipos de Jerónimo Gil usados en la edición del Quijote de 1780.

## Problemas con la licencia de uso
El licenciamiento de esta tipografía plantea una problemática de tal magnitud que haría imposible su utilización en casi cualquier situación. Se indican a continuación los más significativos:

### Problemas legales en las versiones Neo2 Magazine y Microsoft 1.5
En aquellos países donde existe el derecho moral, por ejemplo España, este obliga a reconocer al autor o autores del trabajo.
Los autores de las viñetas, en estas dos versiones, han sido eliminados en el peso regular de la tipografía, lo que la convierte en ilegal.

### Licencia de UnosTiposDuros
No se indica ninguna licencia de uso y la mención a la licencia Linotype ha sido eliminada en esta versión.
Actualmente, esta versión carece de licencia alguna, exceptuando las propias limitaciones aplicables por la Ley. Por lo que, en principio, su utilización no está restringida a ningún sistema operativo (como ocurre en las versiones de Microsoft) ni su distribución restringida (como ocurre en las versiones de Microsoft y Neo2 Magazine).

### Licencia de Neo2
La revista Neo2 indica como licencia de uso que «Esta tipografía no se puede vender o regalar a terceros.»
Si consideramos que la tipografía es de «dominio público» (como se indica en el «Centro de descargas»), dicha afirmación entra en conflicto directo con ese carácter.
El fragmento sobre «regalar a terceros» estaría de acuerdo con parte de la licencia Linotpye incrustada en la tipografía (que se indica en su sección).
Nota: debido a que la versión disponible en Neo2 Magazine es anterior a la última publicada, aún está afectada por la licencia Linotype.

### Licencia según el «Muestrario» del proyecto
En el documento «Muestrario» del proyecto de recuperación, se indica que la licencia de uso será:
La fuente, que no tiene ánimo de lucro y cuya intención es la difusión de la cultura tipográfica en español, tiene, sin embargo, que ser preservada de la piratería [sic] y la pérdida de calidad
por copia [sic]. Para evitar esto, la marca Ibarra Real ha sido registrada en todo el mundo a nombre de la Academia y el software también será registrado como unido a la marca, su distribución es universal y gratuita, pero no puede haber otras fuentes bajo ese nombre ni se puede cambiar el código de la fuente cuya propiedad intelectual es de su autor.
Obviando que la tipografía «es universal y gratuita» y que, por lo tanto, no existe «piratería» posible y que es una tipografía «digital» y, por tanto, carece de «pérdida de calidad por copia»; esta licencia contradice al «dominio público» indicado en el «Centro de descargas»: si es de «dominio público», sí se podría «cambiar el código de la fuente».

### Licencia del «Centro de descargas»
El «Centro de descargas» de Microsoft indica lo siguiente:
- «La IbarraReal es una fuente de dominio público»
- «Queda prohibida la utilización del software [tipografía] si no dispone de una licencia para el mismo (sic) [Windows XP, Vista o 7]»

Nota: la traducción al castellano de la página es deficiente. En la versión «oficial» inglesa, se comprende claramente la redacción correcta del segundo punto:
```
«Microsoft Corporation [...] licenses this supplement [tipography] to you»
«You may use it with each validly licensed copy of Microsoft Windows XP, Windows Vista or Windows 7 software [...] (the “software”)»
«You may not use the supplement [tipography] if you do not have a license for the software [Windows XP, Vista or 7]»
```

Cuya traducción es:
```
«La Corporación Microsoft [...] licencia este añadido [la tipografía] a usted.»
«Puede utilizarlo con cualquier copia validada de Microsoft Windows XP, Windows Vista o Windows 7 [...] (el “software”).»
«No puede utilizar el añadido [la tipografía] si no posee una licencia para para el software [Windows XP, Vista o 7].»
```

El segundo punto entra, pues, en contradicción con la primera indicación de «dominio público».

### Licencia según Ribagorda y Álvaro Sobrino
Según una entrevista publicada por elpais.com, se indicó lo siguiente:
- José María Ribagorda, creador de la tipografía: la tipografía tendrá una «distribución gratuita».
- Álvaro Sobrino, presidente de DG-FAD: «El proceso de actualización y digitalización ha sido realizado con fondos públicos, y el resultado pasa a ser de dominio público».

Estas declaraciones parecen indicar que la apostilla del Centro de descargas es un texto automático que no se aplica a la licencia propia, pero aún está sin confirmar.

### Licencia incrustada en la tipografía
Las propias tipografías tienen la siguiente información:
- «Copyright (c) 2007 by jose maria ribagorda. All rights reserved.»
- E indica que la licencia es Linotype GmbH

El «All rights reserved.» (Todos los derechos reservados) entra en contradicción con las declaraciones de Álvaro Sobrino y con el primer punto del «Centro de descargas» sobre su carácter de «dominio público».
Nota: la mención a la licencia Linotpye fue eliminada en la versión de UnosTiposDuros, por lo que no es aplicable a dicha versión.
La licencia Linotype, indica además:
- «el software de fuentes es y será propiedad de Linotype».
- «your use of this font software is limited to your workstation for your own use». (la utilización por su parte de esta tipografía está limitado a la su estación de trabajo personal).
- «You may not copy or distribute this font software.» (No puede copiar o distribuir esta tipografía).

Estos dos puntos, asimismo, entran en conflicto tanto con el copyright de José María Ribagorda como con la inclusión, propiamente dicha, de la tipografía en el Centro de descargas y con todos sus puntos.

## Fechas relacionadas con la tipografía
4 de diciembre de 2009–24 de enero de 2010 • Exposición «Imprenta Real, fuentes de la tipografía española».
Sala de Exposiciones de la Calcografía Nacional, Real Academia de Bellas Artes de San Fernando. El cartel se puede ver en unostiposduros.com.
Esta exposición se celebra también en la Biblioteca Nacional de Santiago de Chile del 22 de marzo de 2010 al 20 de mayo de 2010. El folleto sobre la exposición en Chile se puede consultar aquí (enlace roto disponible en Internet Archive; véase el historial, la primera versión y la última)..
22 de junio de 2008 • Conferencia «Tipografía española del siglo XVIII. Proyectos en curso»
Se puede encontrar más información en Congreso Internacional de Tipografía]
11 de mayo de 2007–9 de marzo de 2008 • Exposición «El diseño dice»
El póster sobre la tipografía se puede ver en adn.es (enlace roto disponible en Internet Archive; véase el historial, la primera versión y la última).
20 de junio de 2006 • Exposición «Viñetas Tipográficas. Presentación del Proyecto Recuperación de la Tipografía de Gerónimo Gil»
Se puede encontrar más información en Cromotex, sección «Noticias», subsección «Las otras letras».